# Раманс, Гедертс
Ге́дертс Ге́дертович Ра́манс (латыш. Ģederts Ramans; 8 сентября 1927, Елгава, Латвия — 22 июля 1999) — латышский композитор, звукорежиссёр и педагог. Заслуженный деятель искусств Латвийской ССР (1969).

## Биография
В 1955 году окончил Латвийскую консерваторию; профессор Адольф Скулте (композиция). В 1955—1968 годах работал звукорежиссёром Латвийского телевидения и радио. В 1968—1984 годах — председатель правления Союза композиторов Латвии. С 1965 года преподавал в средней специальной музыкальной школе (Рига), а с 1973 года — в Латвийской консерватории, где в 1985 году становится доцентом. Среди учеников: Айвар Калейс и другие. Писал музыку для кино.

## Сочинения
- балет «Чудесный костюм цвета мороженого» (1972)
- хореографическая поэма «Человек и море» (1969)
- музыкальная комедия «Чайки без моря» (1960, Рига)
- эстрадная гипербола «Хлеб-соль на Картофельной улице» (1970, Рига)
- кантата «Лесная сказка» (1972, на стихи Витаутса Люденса)
- кантата «Час солнца» (1975, на стихи Лаймониса Камары)
- торжественный монолог «К дружбе» (1972, на стихи Лаймониса Камары)
- симфония № 1 (1957)
- симфония № 2 (1965)
- симфония № 3 (1970)
- симфония № 4 (1973)
- симфония №№ 5—9 (1974—88)
- картина «Памятник» для симфонического оркестра (1961)
- «Пороги обходить некогда» для симфонического оркестра (1967)
- «Праздничная увертюра» для симфонического оркестра (1971)
- «Вальс-экспромт» для симфонического оркестра (1973)
- концерт для саксофона и симфонического оркестра (1962)
- Музыка для струнного оркестра и 4-х флейт (1971)
- «Concerto leggiero» для девяти джазовых инструментов и струнного оркестра (1970)
- вокальный цикл «Годы и мы» (1969, на стихи Зиедониса Пурвса)
- «Три картины» для голоса и фортепиано (1969, на стихи Яниса Петерса)
- хоровой цикл «Серая земля» (1971, на стихи Лаймониса Камары)
- сюита «Песни старой Риги» (1971, на стихи Мариса Чаклайса)

## Награды
- 1969 — Заслуженный деятель искусств Латвийской ССР
- 1971 — Орден «Знак Почёта»
- 1977 — Орден Дружбы народов